# Каминад, Александр Франсуа
Александр-Франсуа Каминад (фр. Alexandre-François Caminade; 14 декабря 1789, Париж — май 1862, Версаль) — французский художник, представитель ампира.

## Биография
Родился в 1783 году в Париже в семье банкира Марка Александра Каминада де Кастра (1746—1812). Старший брат бригадного генерала Амеде Каминада. Учился живописи под руководством Леонора Мериме и Жака Луи Давида.
В 1806 году выиграл Римскую премию третьей степени в области живописи за программу (картину на заданную тему) «Возвращение блудного сына», а в 1807 году — премию второй степени за программу «Тесей, побеждающий Минотавра».
Первоначально обратив на себя внимание в годы Первой империи картинами на мифологические сюжеты, в годы Второй Реставрации прославился созданием портретов членов королевской семьи а также картин в стиле «Трубадур» на сюжеты из средневековой французской истории.
Успешно продолжив свою деятельность портретиста и после Июльской революции (в это время ему был заказан ряд портретов исторических личностей для Версальского дворца), Каминад в 1833 году был награждён орденом Почётного легиона.
Скончался художник Александр Франсуа Каминад в 1863 году в Версале и был похоронен там же на Кладбище Святого Людовика (Сен-Луи).

## Галерея

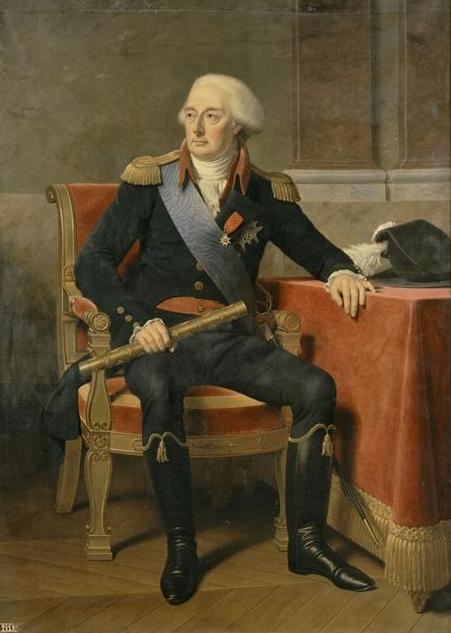
Людовик V де Бурбон-Конде, 1841, Версаль
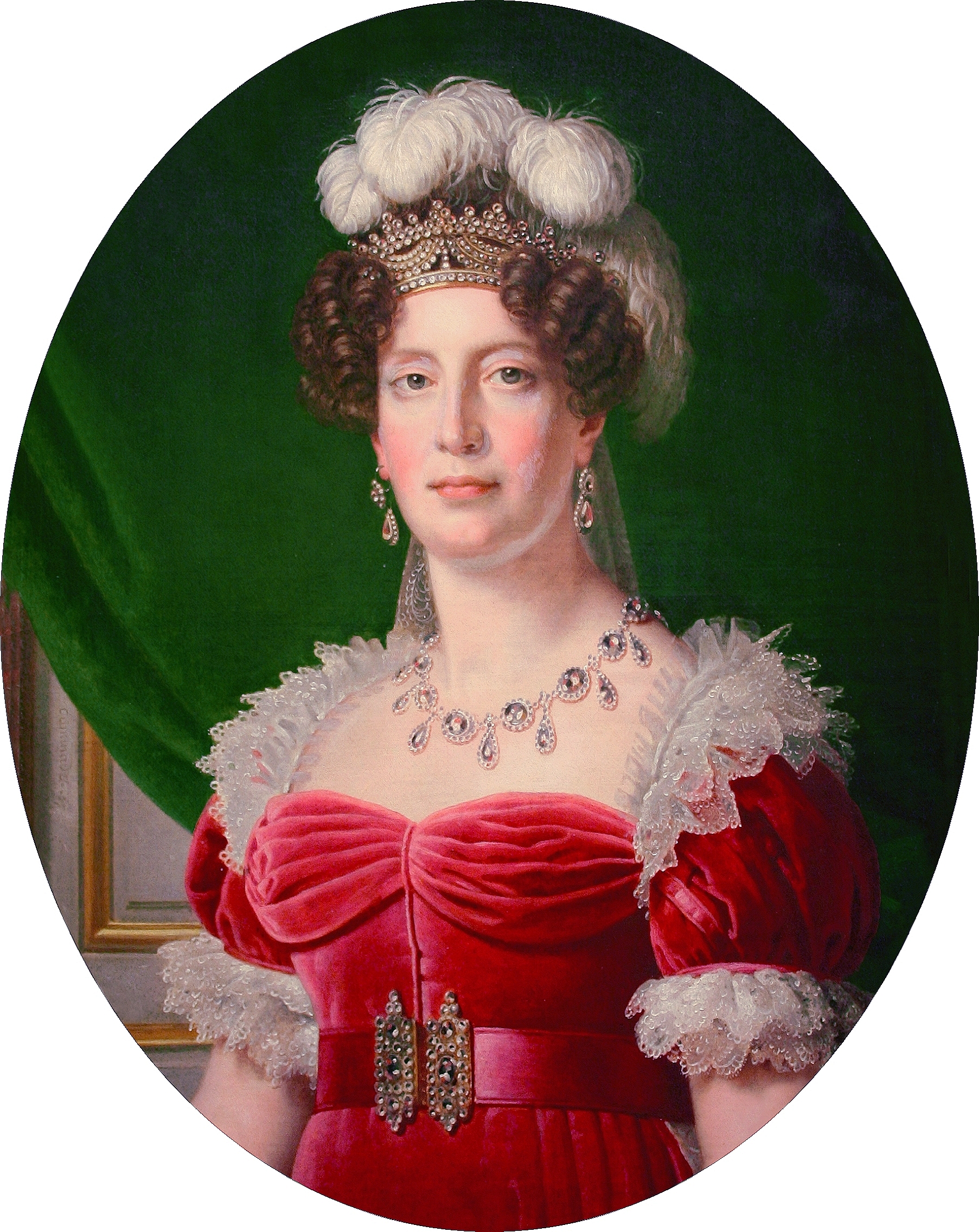
Герцогиня Ангулемская, 1827, Лувр
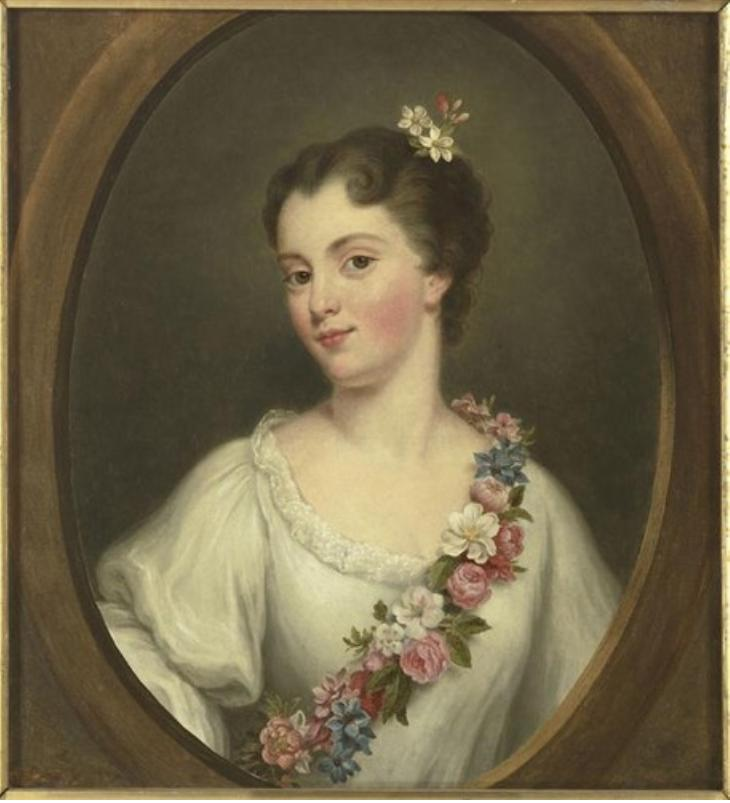
Луиза Анна де Бурбон, мадемуазель де Шароле, 1840, Версаль
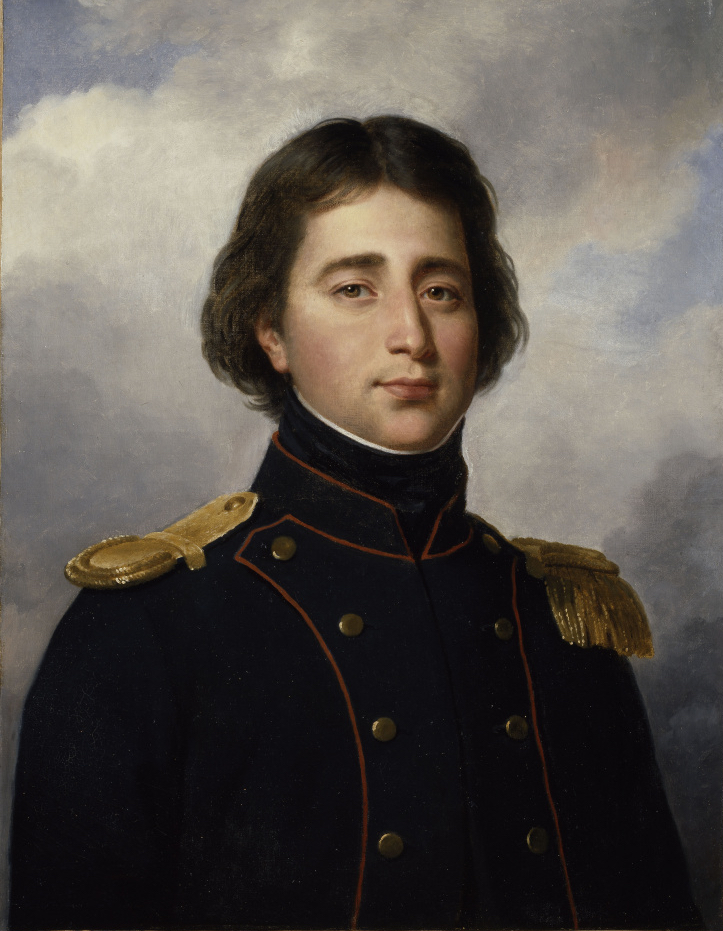
Маршал Лористон в молодые годы, 1835, Версаль
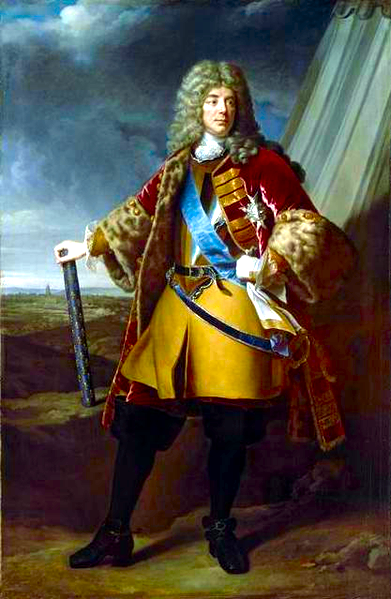
Маршал Франции Франсуа де Нёвиль, герцог де Вильруа, Версаль
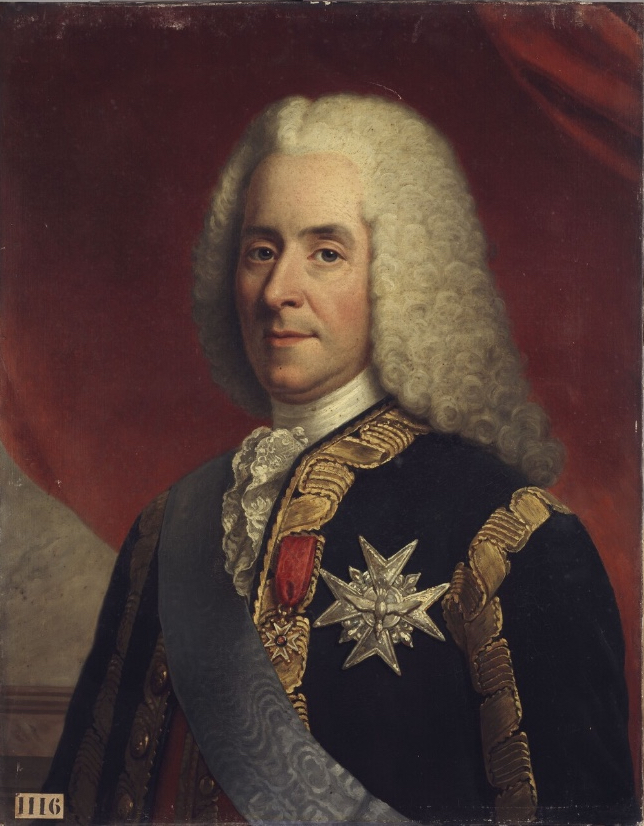
Маршал Франции Клод-Гийом Тестю, маркиз де Баленкур, 1835, Версаль
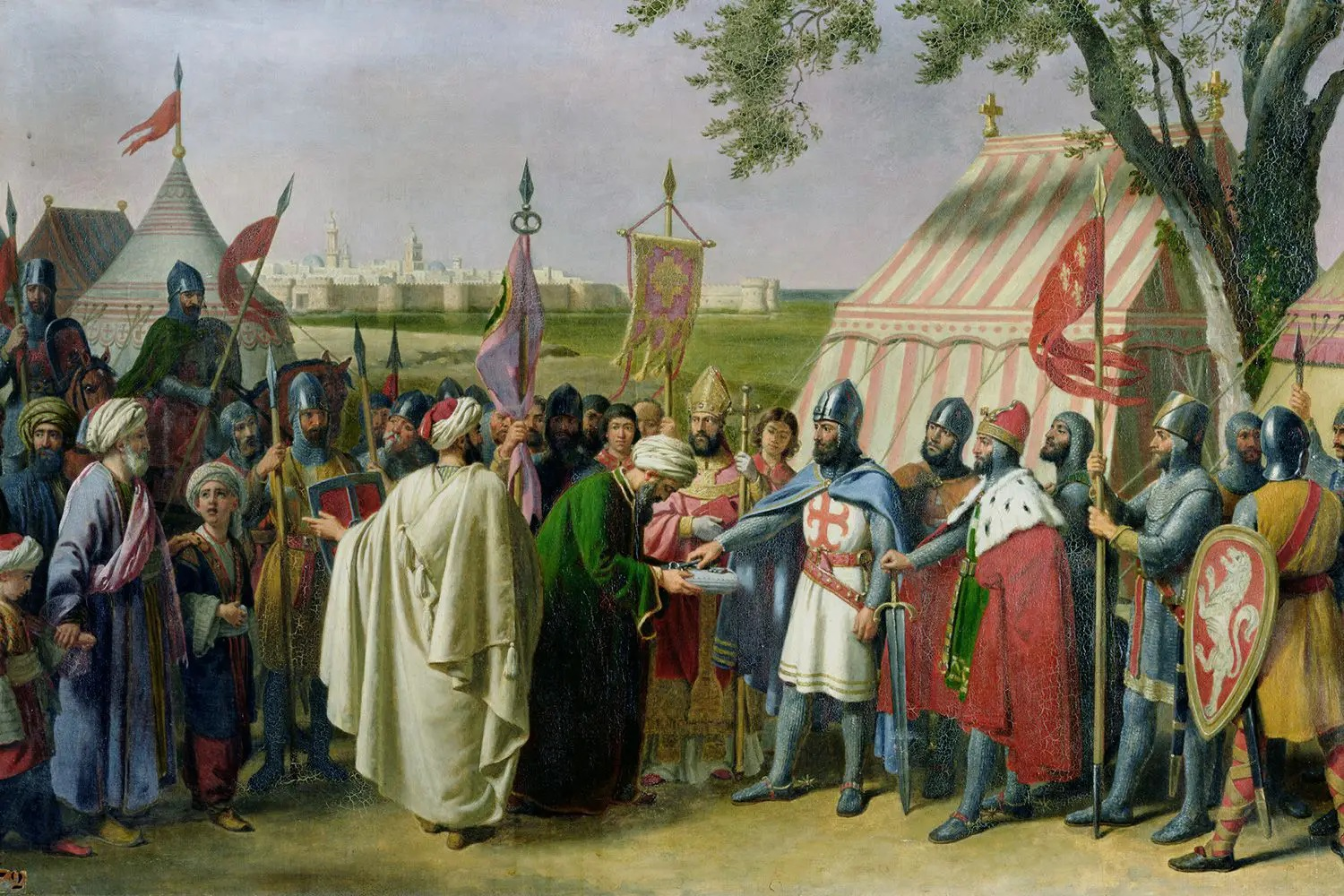
Граф Триполи Понс принимает капитуляцию Тира у атабека Тугтегина 7 июля 1124 года (1840, Версаль)
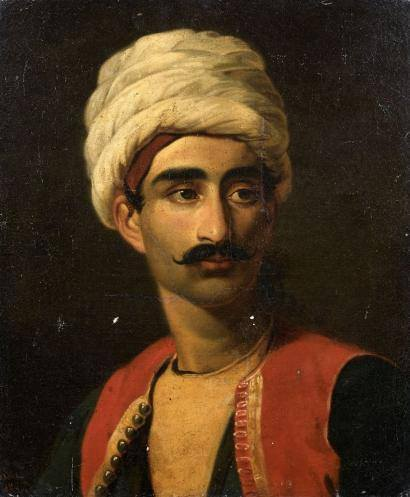
Портрет, предположительно, Хасана, смотрителя жирафа по кличке Зарафа («жираф»), подаренного королю Франции Карлу X египетским пашой Мухаммедом Али, 1827